# 日向重喜
日向 重喜（ひゅうがしげき、生年不詳、3月17日生）は、日本の俳優。東京都出身、オフィス野沢/劇団ムーンライト所属。

## 人間関係
- 声優の野沢雅子を師匠に持ち、実の母の様に慕っている。
- 俳優の羽村英とプライベートでの親交が深い。その為、羽村英主宰の演劇チーム「FVF（Feather Village Family）」の「BAD BOYSシリーズ」には、茶畑（チャバ）役でシリーズ3作全てに出演している。「羽村英と出会わなかったら、役者を辞めていた」と本人が発言している。

## バンド活動
- 舞台活動の傍らバンド活動も積極的に行なっている。担当はボーカル。自身のバンド「STAMEN」では、自ら作詞、作曲もしている。
- 吉川晃司、浅倉大介、瀧川一郎に傾倒している。その影響か、8ビート、デジロックを得意とする。学生時代にはヴィジュアル系のバンドもやっていた。

## 出演履歴

### 舞台
- 「デタラメ党正直派」 - 滝十郎役
- 「ら抜きの殺意」 - 日下勉役
- 「ノスタルジック・カフェ」 - 大森正次役
- 「煙が目にしみる」 - 牧慎一郎役
- 「俺の屍を越えていけ」 - 東根役
- 「ウェディングドレスに乾杯！」 - 朱間キクタダ役
- 「はい、チーズ！」 - 田所雅広役
- 「たくらんけ」 - 中山雄介役
- 「うちのだりあの咲いた日に」 - 小僧役
- 「闇に咲く花」 - 吉田巡査役
- 「80s'BAD BOYSシリーズ」
  - 「Here to Stay!!」 - 茶畑役
  - 「Take it easy」 - 茶畑役
  - 「SHINING」 - 茶畑役

### テレビドラマ
- 愛のソレア

### テレビアニメ
- きらりん☆レボリューション